# 水曜日Downtown
《水曜日Downtown》是TBS電視台製播的娛樂節目，由諧星組合DOWN TOWN冠名並主持，2014年4月23日起播映至今。2023年在香港與澳門由J2播出，2024年在臺灣由國興衛視播出。

## 概要
主要内容是藝人論述並驗證本人堅信的假説。

## 反響
電視直播（即時）收视率不高。但其平均錄畫收视率在常態綜藝節目中，位列2017年7月～2018年6月季軍、2020年7月～2021年6月亞軍。而在京阪十大商營廣播公司合辦的串流媒體TVer，2021年、2022年均在所有綜藝節目中播放次數最多，因而連續兩年獲頒Tver綜藝大賞。
四期節目分獲四年度「銀河賞」電視界獎勵賞。其中，2021年9月29日、10月6日首播的「大盆小盆 終章」另獲第48屆「放送文化基金賞」電視娛樂節目最優秀賞。

## 影響
2018年，此節目拍攝當街擄走諧星上車的畫面，途人見狀報警，警方經調查對電視臺作出嚴重警告，電視臺為此道歉。
節目當中的橋段遭受浙江卫视節目《嗨放派》抄襲。

## 外部連結
- TBS电视台官方网站
- 水曜日Downtown的X（前Twitter）